# Normalparabel

Die Normalparabel

Die Normalparabel ist die spezielle Parabel mit der Gleichung {\displaystyle y=x^{2}}, also der Graph der Quadratfunktion {\displaystyle x\mapsto x^{2}}. Sie ist symmetrisch zur {\displaystyle y}-Achse und nach oben geöffnet. Ihr Scheitelpunkt liegt im Koordinatenursprung. Der Name ergibt sich aus der Normierung der Parameter in der allgemeinen Parabelgleichung {\displaystyle y=ax^{2}+bx+c} auf die speziellen Werte {\displaystyle a=1}, {\displaystyle b=0}, {\displaystyle c=0}.
Zuweilen wird auch nach einer Verschiebung oder auch Spiegelung der Parabel noch von einer verschobenen bzw. gespiegelten Normalparabel gesprochen. Diese hat dann die allgemeine Gleichung {\displaystyle y=x^{2}+bx+c} bzw. {\displaystyle y=-x^{2}+bx+c} mit reellen Koeffizienten {\displaystyle b} und {\displaystyle c}. Charakteristisch für die Normalparabel bleibt in jedem Fall der Koeffizient 1 bzw. −1 vor dem quadratischen Glied, der die Öffnungsweite des Graphen bestimmt.